# محمد المرابيط
محمد المرابيط (11 سبتمبر 1998 المغرب) هو لاعب كرة قدم مغربي يلعب كجناح وصانع ألعاب مع نادي الرجاء الرياضي.